# ジョゼ・マヌエル・ドゥラン・バローゾ
ジョゼ・マヌエル・ドゥラン・バローゾ（José Manuel Durão Barroso、IPA, [ʒu'zɛ mɐnu'ɛɫ du'ɾɐ̃ũ bɐ'ʁozu], 1956年3月23日 - ）は、ポルトガルの政治家。2002年4月6日から2004年6月29日まではポルトガル首相、2004年11月22日から2014年11月1日までは欧州委員会委員長を務めた。
家族は妻のマルガリーダとの間に3人の息子であるルイス、ギリェルメ、フランシスコをもうけている。

## 学歴
バローゾはポルトガルの首都リスボンで生まれた。成長した彼はリスボン大学で法学を専攻し、スイスのジュネーヴ大学では経済、社会科学を学んでいる。その後母校のリスボン大学、アメリカ合衆国のジョージタウン大学などで教鞭をとり、同時に博士号を取得した。1998年にはジョージタウン大学でリーダーシップ・セミナーを受講している。リスボンに戻った彼はリスボン大学国際関係学部の学部長に就任した。母国語のポルトガル語のほかに英語・フランス語・スペイン語などを操る。

## 政治家として

### ポルトガル
バローゾは学生時から政治活動に関わるようになった。1974年のカーネーション革命前後においては、毛沢東主義を奉じるPCTP-MRPP（ポルトガル労働者党ーポルトガル・プロレタリアート革命運動、ポルトガル労働者共産党）のリーダーの一人として活動した。その後思想転向を経て1980年12月に中道右派政党である社会民主党 (PSD) に入党し、現在に至っている。
1985年にバローゾはアニーバル・カヴァコ・シルヴァ (Aníbal Cavaco Silva) 政権において外務大臣補佐に任命された。1987年には外務副大臣に任命され、その後5年間職を務めた。1990年のアンゴラ包括和平協定（ビセス合意）においては強い指導力を発揮し、アンゴラ内戦における支配政党であるアンゴラ解放人民運動とアンゴラ全面独立民族同盟ゲリラとの戦闘終結に貢献した。また、ポルトガル植民地であった東ティモールの独立にも関与している。1992年に外務大臣に昇格し、1995年に総選挙で与党が敗北するまで職を務めた。
1999年には社会民主党の党首に選出され、ポルトガル議会における最大野党の党首として活動した。2002年の総選挙で辛勝した社会民主党は右派政党人民党との連立を選択し、バローゾは4月6日に首相に任命された。外交政策では親アメリカ路線を採り、2003年のイラク戦争においては、世論に反してアメリカ支持を表明し、いわゆる「有志連合」の一員としてポルトガル軍をイラクに派兵した。2004年にバローゾは首相辞任を表明した。その理由として、支持率の低下と欧州連合での政治活動参加が挙げられている。

### 欧州連合

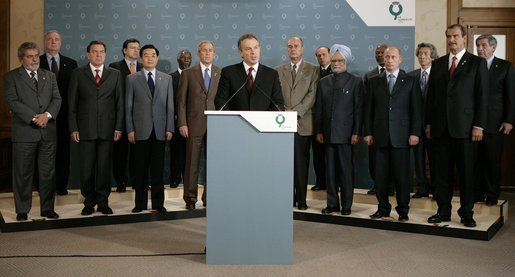
イギリスのスコットランドのバースシャーでの第31回主要国首脳会議（グレンイーグルズサミット）に欧州委員会委員長として参加（2005年）

2004年6月に欧州理事会は全会一致でバローゾを欧州委員会委員長に指名した。欧州議会における承認投票においては413票中251が賛成し、44が白票、3票が無効票であった。これを受けてバローゾは欧州理事会と共同で欧州委員会のほかの委員を指名したが、10月末に欧州議会はこの人事に反対する。このためバローゾ新委員会は当初予定していた11月1日からの発足が不可能となった。これを受けてバローゾは11月4日に修正した人事案を発表した。11月18日に欧州議会はこの修正案を承認し（賛成449票・反対149票・82人が棄権）、バローゾは22日に新体制を発足させた。
バローゾの課題はヨーロッパ諸国において低下している欧州連合の威信の回復である。小規模加盟国の利益を重視するとみられており、欧州連合の予算も削減しないと表明している。その他に彼が取り組んでいる問題としては、単一市場導入・リスボン会議・ガリレオ測量システム・ドーハラウンドにおける農業支援政策の是非などである。また、銀行同盟・財政同盟・欧州連邦の実現など野心的な構想も掲げた。
2009年6月の欧州議会議員選挙の結果、バローゾが所属する欧州人民党を中心とするグループが引き続き第1会派となった。これを受けて当時の議長国であったチェコはバローゾに再任を打診し、また同月18日から19日に開かれた欧州理事会でバローゾの再任が全会一致で採択された。欧州理事会がバローゾを次期委員長に指名したことを受けて、同年9月16日にストラスブールで開かれた欧州議会の本会議でバローゾの再任を承認するかどうかについての採決が行なわれ、賛成382票・反対219票・棄権117票でバローゾは2014年10月31日までの2期目に入ることとなり、2014年11月1日に退任した。

## その他
2016年7月8日、バローゾがゴールドマン・サックスのnon-executive chairmanに就任することが発表された。